# 向东 (1963年)
向东（1963年—），男，汉族，中华人民共和国政治人物。曾任国务院研究室综合二司司长。现任国务院研究室党组成员、副主任。